# Episodi di 227 (seconda stagione)
La seconda stagione della serie televisiva 227 è stata trasmessa in anteprima negli Stati Uniti d'America dalla NBC tra il 4 ottobre 1986 e il 6 giugno 1987.
| nº | Titolo originale            | Titolo italiano | Prima TV USA     | Prima TV Italia |
| -- | --------------------------- | --------------- | ---------------- | --------------- |
| 1  | The Wheel of Misfortune     |                 | 4 ottobre 1986   |                 |
| 2  | Mary Nightingale            |                 | 11 ottobre 1986  |                 |
| 3  | Washington Affair           |                 | 1º novembre 1986 |                 |
| 4  | The Great Manhunt           |                 | 8 novembre 1986  |                 |
| 5  | The Temptations             |                 | 15 novembre 1986 |                 |
| 6  | Pillow Talk                 |                 | 22 novembre 1986 |                 |
| 7  | Come Into My Parlor         |                 | 29 novembre 1986 |                 |
| 8  | Father's Day                |                 | 6 dicembre 1986  |                 |
| 9  | Author, Author              |                 | 13 dicembre 1986 |                 |
| 10 | Matchmakers                 |                 | 3 gennaio 1987   |                 |
| 11 | The Handwriting on the Wall |                 | 10 gennaio 1987  |                 |
| 12 | A Matter of Choice          |                 | 17 gennaio 1987  |                 |
| 13 | Got a Job                   |                 | 24 gennaio 1987  |                 |
| 14 | Far from the Tree           |                 | 7 febbraio 1987  |                 |
| 15 | Toyland                     |                 | 14 febbraio 1987 |                 |
| 16 | The Audit                   |                 | 21 febbraio 1987 |                 |
| 17 | A Good Citizen              |                 | 28 febbraio 1987 |                 |
| 18 | Happy Twentieth             |                 | 7 marzo 1987     |                 |
| 19 | Fourth Time Around          |                 | 21 marzo 1987    |                 |
| 20 | Rich Kid                    |                 | 11 aprile 1987   |                 |
| 21 | The Working Game            |                 | 23 maggio 1987   |                 |
| 22 | Check Snub                  |                 | 6 giugno 1987    |                 |